# Vittra
Vittra er det første album af det svenske melodiske black metal-band Naglfar, der blev udgivet i 1995 en måned efter deres anden demoudgivelse. Efter indspilningerne forlod trommeslageren Mattias Holmgren bandet.

## Numre
1. "As The Twilight Gave Birth To The Night" – 6:27
2. "Enslave The Astral Fortress" – 5:06
3. "Through The Midnight Spheres" – 5:27
4. "The Eclipse Of Infernal Storms" – 4:18
5. "Emerging From Her Weepings" – 6:41
6. "Failing Wings" – 4:10
7. "Vittra" – 2:53
8. "Sunless Dawn" – 4:54
9. "Exalted Above Thrones" – 6:16

### Bonusnumre på genudgivelsen
1. "12th Rising" – 4:25
2. "The Evil That Men Do" (Iron Maiden cover) – 4:45
3. "Pleasure To Kill" (Kreator cover) – 3:58